# Terry Brooks
Terry Brooks (* 8. ledna 1944), Sterling, USA, je americký spisovatel fantasy.

## Život
Studoval na Hamilton College anglickou literaturu a potom se dal na práva na Washington and Lee university. Psal už od střední školy, ale svou první knihu The Sword of Shannara (česky Shannarův meč) publikoval až roku 1977. V současné době věnuje psaní knih většinu svého volného času. Žije se svou ženou Judine hlavně na Havajských ostrovech.

## Dílo

### SérieShannara
- Trilogie The Original Shannara Trilogy (Shannara)
  - The Sword of Shannara (Shannarův meč)
  - The Elfstones of Shannara (Shannarovy magické elfeíny)
  - The Wishsong of Shannara (Shannarova píseň přání)

- Série The Heritage of Shannara (Shannarovo dědictví)
  - The Scions of Shannara (Shannarovo dědictví)
  - The Druid of Shannara (Shannarův druid)
  - The Elf Queen of Shannara (Shannarova Elfí královna)
  - The Talismans of Shannara (Shannarovy talismany)

- Předehra k trilogii The Original Shannara Trilogy
  - First King of Shannara (Shannarův první král)

- Série The Voyage of the Jerle Shannara
  - Ilse Witch (Shannarova čarodějka)
  - Antrax (Shannarova pradávná magie: Antrax)
  - Morgawr (Shannarova rada druidů: Morgawr)

- Série High Druid of Shannara
  - Jarka Ruus (Shannarův nejvyšší druid: Zapovězená země)
  - Tanequil (Shannarův nejvyšší druid: Tanequil)
  - Straken (Shannarův nejvyšší druid: Straken)

- Série Genesis of Shannara
  - Armageddon's Children (Shannarova geneze: Návrat elfů)
  - The Elves of Cintra (Shannarova geneze: Dračí jeskyně)
  - The Gypsy Morph – v ČR zatím nevydáno

- Série Legends of Shannara
  - Bearers of the Black Staff – v ČR zatím nevydáno
  - The Measure of the Magic – v ČR zatím nevydáno

- Série The Dark Legacy of Shannara
  - Wards of Faerie (Ztracené elfeíny)
  - Bloodfire Quest (Cesta za krvavým ohněm)
  - Witch Wraith (Čarodějný přízrak)

- Série Paladins of Shannara
  - Allanon's Quest – v ČR zatím nevydáno
  - The Weapons Master's Choice – v ČR zatím nevydáno
  - Untitled Paladins of Shannara short story – v ČR zatím nevydáno
- Série The Defenders of Shannara
  - The High Driud's Blade - v ČR zatím nevydáno
  - The Darkling Child - v ČR zatím nevydáno
  - The Sorcerer's Daughter - v ČR zatím nevydáno
- Série The Fall of Shannara
  - The Black Elfstone - v ČR zatím nevydáno
  - The Skaar Invasion - v ČR zatím nevydáno
  - The Stiehl Assassin - v ČR zatím nevydáno
  - The Last Druid - v ČR zatím nevydáno

### SérieMagic Kingdom of Landover
- Magic Kingdom For Sale – SOLD! (Kouzelné království na prodej/prodáno – Kouzelné království Landover 1)
- The Black Unicorn (Černý jednorožec – Kouzelné království Landover 2)
- Wizard at Large (Čaroděj – Kouzelné království Landover 3)
- The Tangle Box (Magická skřínka – Kouzelné království Landover 4)
- Witches’ Brew (Úklady čarodějnic – Kouzelné království Landover 5)
- A Princess of Landover (Království Landover – Kouzelné království Lnadover 6)

### SérieThe Word & the Void
- Running with the Demon (Slovo a Nicota 1 – Závod s démonem)
- A Knight of the Word (Slovo a Nicota 2 – Rytíř Slova)
- Angel Fire East – v ČR zatím nevydáno

### Přepisy filmů
- Hook
- Star Wars Episode I: The Phantom Menace

### Jiné
- Sometimes the Magic Works: Lessons from a Writing Life